# Baronet

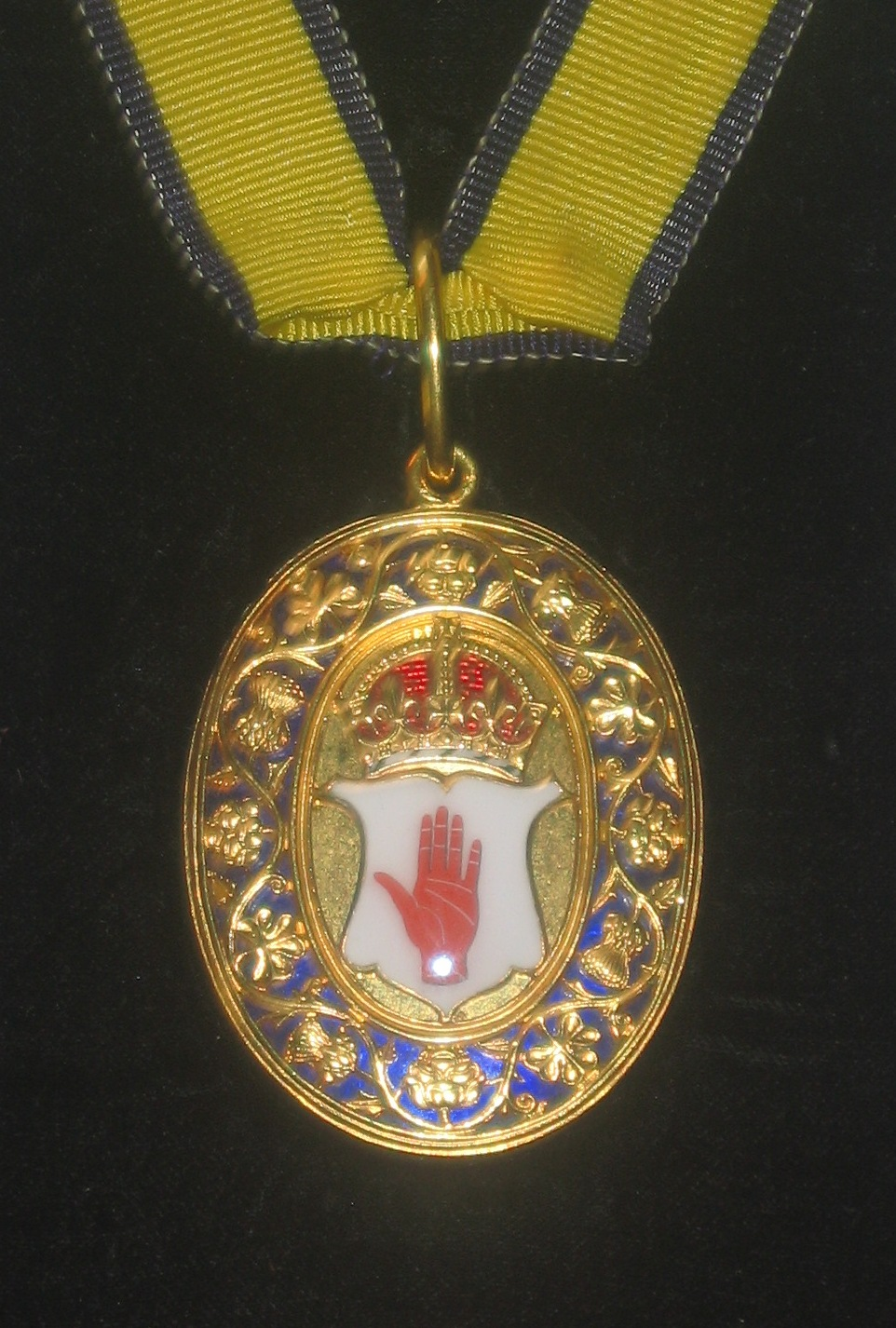
Odznak britského baroneta

Baronet je šlechtický titul, udělovaný výhradně britským panovníkem. Je udělován dědičně, vždy pro hlavu rodu, přičemž titul zásadně dědí nejstarší syn. Baronet není a nebyl členem Sněmovny lordů.
Titul byl zřízen Jakubem I. Stuartem roku 1611, za účelem zvýšení královských příjmů. Termín je středověký, kdy označoval „malého barona“, tedy šlechtice, který ztratil právo být povolán do Sněmovny lordů, nicméně zřídkavě byl udělován samostatně. Obnovení tohoto titulu je spojeno s Robertem Cottonem, který objevil nobilitační dokumenty Sira Williama de la Pole z roku 1340, kde se uvádělo, že tento titul byl udělen za finanční částku. Tato skutečnost zaujala krále Jakuba I., nacházejícího se ve finančních potížích a počalo prodávání baronetství.
Jakub I. nabídl roku 1611 titul „anglický baronet“ 200 mužům, z nich každý musel králi zaplatit náklady na tři roky žoldu pro 30 vojáků. Následně téhož roku vytvořil titul „irský baronet“, za obdobných podmínek. Karel I. Stuart roku 1625 vytvořil titul „baronet Nového Skotska“, za účelem podpory kolonizace Nového Skotska. Po roce 1707 byl udělován titul „baronet Velké Británie" a po roce 1801 titul „baronet Spojeného království“.
V současné době existuje asi 1300 baronetů, přičemž poslední udělený byl pro Denise Thatchera, manžela Margaret Thatcherové.